# David Škach
David Škach  (* 28. července 1976 Most) je český DJ, zpěvák a textař. Proslavil se hlavně svým působením v popové kapele Lunetic.

## Texty písní
David byl hlavním textařem Luneticu, jeho nejslavnější texty jsou: "Máma", "Chtěl bych tě líbat", "Dotyky" a další.

## TV vystoupení
- 13. komnata Martina Kociána (2006)